# Zohya Dahmani
Zohya Dahmani – francuska zapaśniczka walcząca w stylu wolnym. Srebrna medalistka mistrzostw świata w 1994. Pierwsza na mistrzostwach Francji w 1994; druga w 1998; trzecia w 1999 roku.